# O ti spogli o ti denuncio
O ti spogli o ti denuncio (Hoffman) è un film del 1970 diretto da Alvin Rakoff, tratto dall'omonimo romanzo di Ernest Gébler.

## Trama
Benjamin Hoffman induce con ricatto una sua dattilografa, Janet Smith (il cui fidanzato Tom Mitchell rischierebbe la galera, se non acconsentisse), a trascorrere una settimana in casa sua per soddisfare le sue voglie sessuali. Rassegnata al peggio, la ragazza è sorpresa dal comportamento del principale, rispettoso, impacciato, triste, deluso e cinico. Trascorrono quattro giorni tra filosofeggiamenti, aforismi e cattiverie verbali che portano pian piano Janet a scoprire il segreto di Hoffman: la moglie mitomane, alcoolizzata e ninfomane lo ha appena abbandonato. Esasperata, Janet finisce per l'offrirsi a Hoffman, il quale non accetta poiché s'è accorto di amarla nel senso più pieno del termine, e non vuole in alcun modo passare per un approfittatore. Quando Tom scopre i termini del ricatto, per evitare il carcere, esorta Janet a continuare per qualche tempo la farsa. La ragazza, offesa, rimane con Benjamin ma si accorge che forse è proprio lui l'uomo giusto per lei.

## Produzione
Il produttore Ben Arbeid opzionò i diritti di trasposizione del romanzo di Ernest Gébler ed assunse Gébler per scrivere una sceneggiatura dietro compenso di £21,000.
Il film è stato uno dei primi approvati da Bryan Forbes mentre era a capo della EMI Films.
Forbes volle Peter Sellers per la parte del protagonista. Sellers si incontrò con Alvin Rakoff, e la star decise di non volere lavorare con il regista. Tuttavia, Forbes insistette affinché Rakoff dirigesse il film e Sellers alla fine accettò di girare con lui. Rakoff disse che Sellers originariamente voleva interpretare il ruolo di Hoffman in maniera comica, utilizzando un accento austriaco. Il regista lo convinse che era un ruolo serio, e allora Sellers "andò nella direzione diametralmente opposta; il suo Hoffman divenne oscuro e minaccioso."

### Riprese
Le riprese del film si svolsero nell'autunno del 1969 nel corso di sette settimane presso gli Elstree Studios con una settimana di riprese ai Thames Embankment e a Wimbledon Common.
Notoriamente, Sellers non gradì il film perché il personaggio principale rifletteva troppo da vicino alcuni tratti della sua vera personalità. Arbeid disse: «Benjamin Hoffman è un uomo molto solo, molto insicuro, molto autoironico; e questi erano tutti termini usati dalle persone per descrivere Peter Sellers. Quindi c'era già molto del personaggio nell'attore... Doveva interpretare il suo Io interiore. Non poteva fare affidamento sul mimetismo e ha subito la tortura di non sapere chi fosse Hoffman perché non sapeva chi fosse egli stesso.»
Rakoff raccontò che Sellers e Sinéad Cusack ebbero una fugace, ma intensa, relazione sentimentale durante la lavorazione del film.
Secondo Bryan Forbes, che era a capo dello studio che ha finanziato il film, Sellers attraversò una fase depressiva dopo il completamento delle riprese e chiese di riacquistare il negativo e rigirare il film. Inoltre egli rilasciò un'intervista nella quale disse che il film era un disastro.
Arbeid disse che Sellers "era stato così bravo, così convincente nel film, che cercò di comprare le stampe del girato per bruciarlo. Non perché si vergognava del film, ma perché vi riconosceva aspetti interiori di sé che pensava di avere nascosto per sempre".

## Accoglienza
Il film non fu un successo al botteghino. Arbeid disse che la pellicola venne penalizzata da una scarsa distribuzione, in parte a causa dei conflitti tra Forbes e Bernard Delfont, presidente della EMI. Il produttore ammise che il film "era insolito, non era quello che ti aspetti normalmente da un'interpretazione di Peter Sellers."
Il British Film Institute scrisse che il film contiene una delle performance più interessanti di Sellers.